# Vacone
Vacone ist eine italienische Gemeinde mit 233 Einwohnern (Stand 31. Dezember 2023) in der Provinz Rieti in der italienischen Region Latium.

## Geographie
Vacone liegt 70 km nördlich von Rom 34 km westlich von Rieti und 27 km südlich von Terni in den Sabiner Bergen an der Grenze zu Umbrien und ist Mitglied der Comunità Montana Sabina. Das Gemeindegebiet erstreckt sich über eine Höhendifferenz von 250 bis 1080 Meter über Meereshöhe.
Die Gemeinde befindet sich in der Erdbebenzone 2 (mittel gefährdet).
Die Nachbargemeinden sind Calvi dell’Umbria (TR), Configni, Cottanello, Montasola und Torri in Sabina.

## Verkehr
Vacone liegt an der Staatsstraße SS 313, welche die Via Flaminia bei Terni mit der Via Salaria bei Passo Corese verbindet. Die nächste Autobahnauffahrt ist Ponzano Romano in 20 km Entfernung an der A1 Autostrada del Sole.
Der nächste Bahnhof ist in Stimigliano an der Regionalbahnstrecke FR1 in 17 km Entfernung.

## Geschichte
Der Name Vacone leitet sich kaum von der sabinischen Göttin Vacuna her, sondern wird auf den langobardischen Namen Wacho zurückzuführen sein. Archäologische Funde belegen die Besiedlung des Gemeindegebiets bereits in der Antike. Während des Investiturstreites kam der Ort unter päpstliche Herrschaft, bis Papst Urban V. ihn 1364 an Orso Orsini vergab. 1587 ging er nach dem Tode von Carlotto Fausto an die Familie Caetani, danach an die Spada, Caccia und Angoletti, um danach 1658 an den Fürsten von Cantalupo, Guido Vaini, zu fallen. Nach dessen Tode erwarb die Familie Clarelli den Ort mitsamt den Feudalrechten, die aber 1816 aufgehoben wurden. Das Castello blieb weiterhin im Besitz der nun Marini-Clarelli heißenden Familie. Im Jahre 1827 wurde Vacone eine selbständige Gemeinde.

## Bevölkerungsentwicklung
| Jahr      | 1861 | 1881 | 1901 | 1921 | 1936 | 1951 | 1971 | 1991 | 2001 | 2011 |
| Einwohner | 304  | 410  | 496  | 459  | 452  | 414  | 290  | 265  | 247  | 264  |

Quelle ISTAT

## Politik
Marino Capanna wurde am 26. Mai 2019 zum neuen Bürgermeister gewählt.

## Sehenswürdigkeiten
- Die Kirche San Giovanni Battista ist ein romanisches Werk, wurde aber im Jahre 1596 umgebaut, wonach die Fassade gestaltet ist. Der Hauptaltar enthält ein Triptychon mit den heiligen Johannes dem Apostel sowie Paulus und Stephanus zu den Seiten. Als Künstler wird der Frührenaissancemaler Marcantonio Aquili angenommen.
- Der Palazzo Baronale besteht aus zwei Gebäuden mit Höfen und einer vorne abschließenden Mauer mit Ghibellinenzinnen, während der hinten befindliche Hauptturm Guelfenzinnen aufweist. Dieser Gegensatz ist auffällig, denn die Orsini als ursprüngliche Besitzer des Gebäudes zählten zu den Guelfen. Die Mauer muss daher von späteren Besitzern angelegt worden sein.